# Atentado suicida de Estambul de 2015
El 6 de enero de 2015, una mujer atacante suicida detonó su chaleco bomba en una estación de policía en el céntrico e histórico distrito de Sultanahmet de la ciudad de Estambul, Turquía, cerca de la Mezquita Azul y Santa Sofía. El ataque mató a la agresora e hirió a dos policías, uno de los cuales más tarde falleció debido a sus heridas.

## Ataque
El gobernador de Estambul, Vasip Sahin, dijo que la mujer, quien al parecer hablaba en idioma inglés con «un fuerte acento» y que estaba vestida con un niqab (velo hasta los hombros que solo deja a la vista los ojos), entró en la estación de policía y dijo a los oficiales que había perdido su cartera antes de detonar la bomba. El primer ministro turco, Ahmet Davutoğlu dijo a periodistas que la atacante llevaba otros dos dispositivos, que fueron desactivados de forma segura por los oficiales en la escena. Los servicios de emergencia acudieron al lugar de la explosión, mientras que la línea de tranvía que recorre el distrito fue suspendida temporalmente.
Testigos reportaron que la mujer estaba bien vestida y tenía unos 1,70 metros de altura. Antes del atentado, le había pedido a los transeúntes en inglés que le indicasen el sitio de la comisaría. Luego se reportó una explosión y disparos.

## Perpetradores
Al día siguiente, el 7 de enero, el grupo armado de extrema izquierda Partido Revolucionario Liberación del Pueblo (conocido como DHKP-C por sus siglas en idioma turco) se adjudicó la responsabilidad del ataque, en un comunicado en el sitio web El grito del pueblo. El DHKP-C justificó el ataque por la muerte de Berkin Elvan, un muchacho de 15 años que había fallecido en marzo de 2014 tras nueve meses en coma por una herida causada por la policía de Estambul durante las protestas en Turquía de 2013. También apuntó al partido político gobernante a nivel nacional, el Partido de la Justicia y el Desarrollo, por la represión durante las protestas y por casos de corrupción.
El atentado se produjo cinco días después de que otro miembro del DHKP-C atacara a la policía de guardia a las afueras del Palacio Dolmabahçe, lanzando dos granadas que no explotaron. El edificio alberga las oficinas del primer ministro turco en la ciudad.
El grupo también afirmó que la atacante suicida era Elif Sultan Kalsen. Después de ser llamada a una morgue penal para identificar el cuerpo, la familia de Kalsen negó las acusaciones, afirmando que no era su hija. El 8 de enero de 2015, la autora fue identificada como Diana Ramazova, una ciudadana checheno-rusa de Daguestán. La policía turca comenzó a investigar posibles vínculos de Ramazova a Al Qaeda o el Estado Islámico. Seis personas, entre ellos tres extranjeros, fueron detenidos por el ataque.